# Dampierre (Dampierre Jura)
Dampierre ist eine Ortschaft und eine ehemalige französische Gemeinde mit 1.186 Einwohnern (Stand: 1. Januar 2022) im Département Jura in der Region Bourgogne-Franche-Comté. Sie gehörte zum Arrondissement Dole und zum Kanton Mont-sous-Vaudrey.
Mit Wirkung vom 1. Januar 2019 wurde die früheren Gemeinden Dampierre und Le Petit-Mercey zur namensgleichen Commune nouvelle Dampierre zusammengeschlossen und haben in der neuen Gemeinde den Status einer Commune déléguée. Der Verwaltungssitz befindet sich im Ort Dampierre.

## Lage
Der Ort liegt etwa 23 Kilometer westsüdwestlich von Besançon am Fluss Doubs und dem parallel verlaufenden Rhein-Rhône-Kanal.

## Bevölkerungsentwicklung
| Jahr      | 1962 | 1968 | 1975 | 1982 | 1990 | 1999 | 2008 |
| Einwohner | 567  | 588  | 676  | 832  | 941  | 999  | 1196 |